# 阿旺古·尤拉·因德拉·普特拉
阿旺古·尤拉·因德拉·普特拉（英語：Awangku Yura Indera Putera，1997年9月3日—）是一名汶萊足球運動員，位置中場，目前效力於汶萊超級足球聯賽的球隊馬賈拉聯

## 俱樂部
- 汶萊超級足球聯賽（第一級）
  - 馬賈拉聯（?-）

## 國家隊
他代表汶萊國家隊參加的首個國際賽事是2014年鈴木盃外圍賽。
| #        | 賽事               | 出賽 | 進球 |
| -------- | ------------------ | ---- | ---- |
| 1        | 2014年鈴木盃外圍賽 | 1    | 0    |
| 生涯總計 | 生涯總計           | 1    | 0    |

## 外部連結
- Soccerway （页面存档备份，存于）